# John Cunningham (militaire)
Pour les articles homonymes, voir John Cunningham et Cunningham.
John Henry Dacres Cunningham, né le 13 avril 1885 dans la région de Demerara-Mahaica, en Guyane britannique, et décédé le 13 décembre 1962 à Londres, était un amiral britannique durant la Seconde Guerre mondiale.

## Biographie

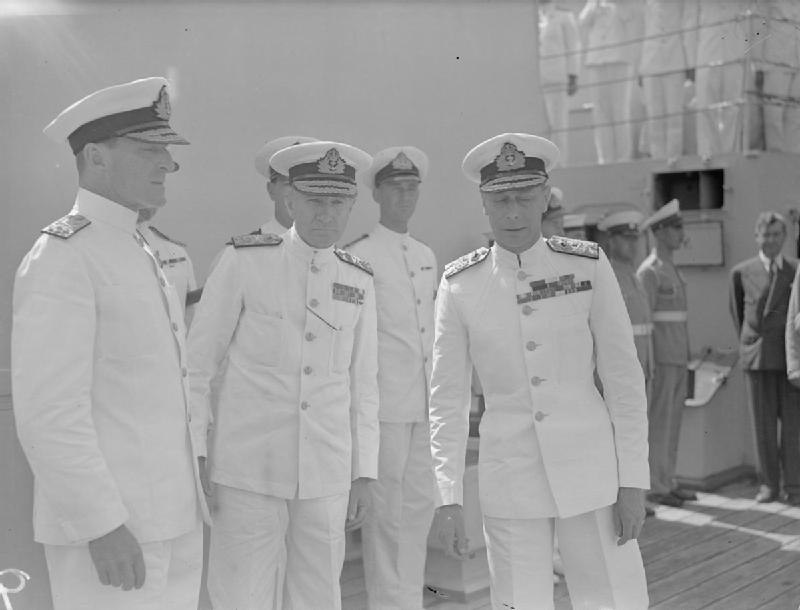
John Cunningham au centre et le roi George VI à droite.

Fils de Henry Hutt Cunningham et Elizabeth Mary Cunningham (née Park), Cunningham étudie à la Stubbington House School. Il rejoint la Royal Navy en tant que cadet sur le navire HMS Britannia en janvier 1900 et devient aspirant sur le croiseur HMS Gibraltar (en) en juin 1901 au cap de Bonne-Espérance.
Cunningham est promu au grade de sous-lieutenant le 30 juillet 1904. Il obtient un certificat supérieur de première classe et devient lieutenant le 30 octobre 1905. Il devient navigateur assistant pour le cuirassé HMS Illustrious (en) en mai 1906. Il est nommé navigateur principal sur la canonnière HMS Hebe en septembre 1906. En 1909, il prend des cours pour devenir instructeur et le devient à l'école de la Marine royale en 1910. Il devient navigateur sur le croiseur HMS Berwick sur aux Antilles en mai 1911 et est promu au grade de lieutenant commander le 30 octobre 1913.

### Première Guerre mondiale
Cunningham sert durant la Première Guerre mondiale à abord du HMS Berwick avant d'être transféré sur le cuirassé HMS Russell en Méditerranée en juillet 1915. Il survit à un naufrage dans les eaux maltaises en avril 1916. Cunningham est nommé en tant que navigateur principal sur le cuirassé HMS Renown, dans la Home Fleet. Alors qu'il est en Méditerranée, il est promu commander le 30 juin 1917. Il devient navigateur du HMS Lion en juillet 1918.

### Entre-deux-guerres
Après la guerre, il sert sur le croiseur de bataille HMS Hood en décembre 1919. Il devient le navigateur de l'escadron de croiseurs de bataille, commandé à l'époque par Sir Roger Keyes.
Il retourne à terre en avril 1921 et sert comme commandant de l'école de navigation. En août 1923, il est nommé master of the fleet (en) sur le HMS Queen Elizabeth, le navire amiral de l'amiral Sir John de Robeck. Il est promu capitaine le 30 juin 1924 et, après avoir été nommé membre de l'ordre royal de Victoria le 26 juillet 1924, il rejoint le personnel du royal Naval College (en), à Greenwich en février 1925. Il est de nouveau renvoyé en mer en janvier 1928 comme commandant du mouilleur de mines HMS Adventure. Il sert ensuite dans l'état-major de l'Amirauté en décembre 1929.
En 1930, il prend le commandement du cuirassé HMS Resolution comme flag captain de l'amiral Sir William Fisher, le commandant en chef de la flotte de la Méditerranée en septembre 1933. Il est promu au grade de rear admiral le 1er janvier 1936. Il devient chef adjoint de l'état-major naval en octobre 1936 et est nommé Compagnon de l'Ordre du Bain en 1937. Il devient chef adjoint de l'état-major naval (Air) en août 1937 . Il reçoit le commandement de la 1re escadre de croiseurs (en) de la flotte de la Méditerranée à bord du HMS Devonshire à partir du 19 août 1938 et est promu vice-amiral le 30 juin 1939.

### Seconde Guerre mondiale
L'escadre de croiseurs de Cunningham renforce la Home Fleet de l'amiral Sir Charles Forbes et est affectée à la campagne de Norvège. Elle participe à l'évacuation des troupes alliées de Namsos en mai 1940. Peu de temps après son départ de Tromsø, le porte-avions HMS Glorious et ses deux destroyers le HMS Acasta et le HMS Ardent sont attaqués et coulés le 8 juin par les navires Scharnhorst  et Gneisenau. Les trente-neuf marins survivant après deux jours sur des radeaux dans la mer froide sont secourus par des navires norvégiens près des îles Féroé.
Cunningham est nommé commandant en septembre 1940 pour prendre Dakar au Sénégal (anciennement Afrique-Occidentale française) comme base future pour les Forces françaises libres, lors de la bataille de Dakar, qui est un échec de la France libre et des forces britanniques. En 1941, il est promu au rang de Chevalier Commandeur de l'Ordre du Bain. Il continue à être commandant en chef, en juin 1943, après avoir été promu au rang d'amiral. Le 4 août 1943, il devient commandant en chef de la Mediterranean Fleet. Il est chargé du débarquement allié à Anzio en Italie durant l'opération Shingle en janvier 1944, puis du débarquement de Provence (opération Dragoon) en août 1944.
Cunningham est nommé commandant en chef de la Legion of Merit le 17 juillet 1945. Il est nommé à l'Ordre national de la Légion d'honneur et se voit également décerner la croix de guerre 1939-1945 française en 1945. Il est également nommé Chevalier Grand-Croix de l'Ordre de Georges Ier le 22 mai 1945 et reçoit la croix de guerre grecque le 19 mars 1946. Il est nommé Commandeur de l'Ordre norvégien de Saint Olav, le 13 octobre 1942 et nommé Chevalier grand-Croix de l'Ordre le 22 juillet 1947.

### Après la guerre
Il est fait citoyen d'honneur de la ville de Londres en 1946. Il est nommé First Sea Lord en mai de la même année avant d'être promu admiral of the fleet le 21 janvier 1948, avant de prendre sa retraite en septembre 1948. Après avoir quitté la marine, Cunningham devient président de l'Iraq Petroleum Company.
Cunningham a assisté au couronnement de la Reine en juin 1953. Il quitte l'Iraq Petroleum Company en 1958 et meurt à l'hôpital de Middlesex le 13 décembre 1962.